# Lluïsa de Prússia (princesa dels Països Baixos)
Lluïsa de Prússia, princesa dels Països Baixos (Berlín 1808 - Pauw Haus (Països Baixos 1870). Princesa de Prússia amb el tractament d'altesa reial que contragué matrimoni en el si de la casa reial dels Països Baixos.
Nascuda a Berlín el dia 1 de febrer de 1808 sent filla del rei Frederic Guillem III de Prússia i de la duquessa Lluïsa de Mecklenburg-Strelitz. Lluïsa era neta per via paterna del rei Frederic Guillem II de Prússia i de la princesa Frederica de Hessen-Darmstadt i per via materna del príncep Carles de Mecklenburg-Strelitz i de la princesa Carolina de Hessen-Darmstadt.
El dia 21 de maig de 1825 es casà a Berlín amb el príncep Frederic dels Països Baixos, fill del rei Guillem I dels Països Baixos i de la princesa Guillemina de Prússia. La parella s'establí a La Haia i tingué quatre fills:
- SAR la princesa Lluïsa dels Països Baixos, nada a La Haia el 1828 i morta a Estocolm el 1871. Es casà amb el rei Carles XV de Suècia.

- SAR el príncep Guillem dels Països Baixos, nat a La Haia el 1833 i mort el 1834.

- SAR el príncep Guillem dels Països Baixos, nat a La Haia el 1834 i mort el 1845.

- SAR la princesa Maria dels Països Baixos, nada el 1841 a Pauw Haus i morta a Neuwied el 1910. Es casà a Wassanaer el 1871 amb el príncep Guillem de Wied.

La princesa Lluïsa morí a Pauw Haus el dia 6 de desembre de 1870, tres mesos després ho feia la seva primogènita.